# تاکاکی کیدانی
تاکاکی کیدانی (انگلیسی: Takaaki Kidani; ۶ ژوئن ۱۹۶۰ – ) کارآفرین اهل ژاپن است، که در سال ۲۰۰۷ شرکت بوشیرود را تأسیس کرد.